# Complexe militaro-industriel allemand
Le complexe militaro-industriel allemand fonctionna à plein régime pendant les deux guerres mondiales. De forme évolutive, il passe des Konzern associés aux marchands de canons et d'obus de la Ruhr en 1914, forme prise par le capitalisme lié à de riches familles associées à l'aristocratie prussienne et militaire, à un secteur de l'armement intégré par les nazis comprenant des concepteurs de techniques de pointe qui, en 1945, intéresseront les vainqueurs du deuxième conflit mondial.

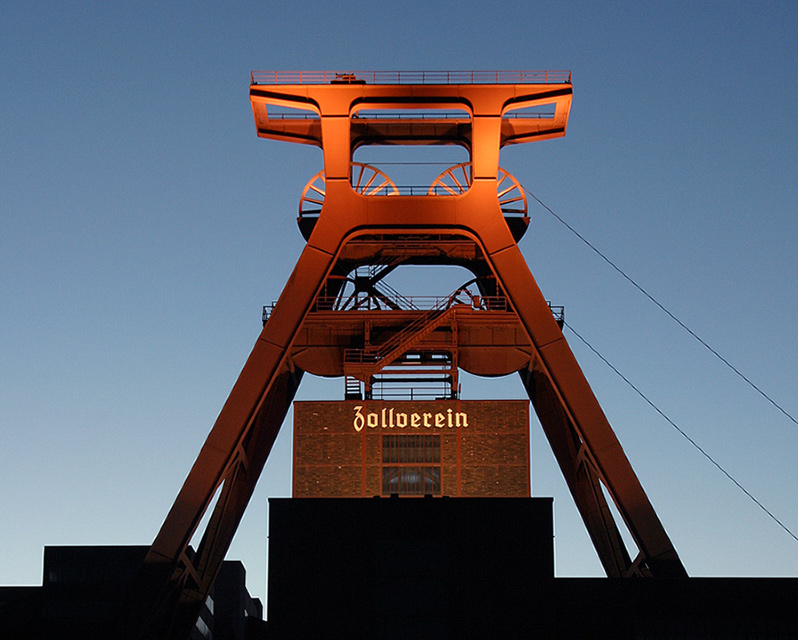
Chevalement et enseigne de l'entreprise métallurgique Zeche Zollverein à Essen, située au cœur du complexe minier de la Ruhr. Ces lieux font partie du patrimoine mondial de l'UNESCO.

Observant la forme prise par l'industrie de guerre dans les régimes fascistes, le livre de Daniel Guérin sorti en 1936, Fascisme et grand capital. Italie-Allemagne, examine l'interventionnisme du gouvernement dans l'industrie lourde. Cette implication peut être caractérisée comme « une coalition informelle et mouvante de groupes qui investissent des intérêts matériels, moraux et psychologiques pour assurer le développement permanent et le maintien de haut niveau d'armement, la préservation des marchés coloniaux et assumer des conceptions stratégiques de type militaire pour les affaires intérieures. »  Le complexe militaro-industriel mis en place par les nazis se conformera à cette définition.

## Première Guerre mondiale

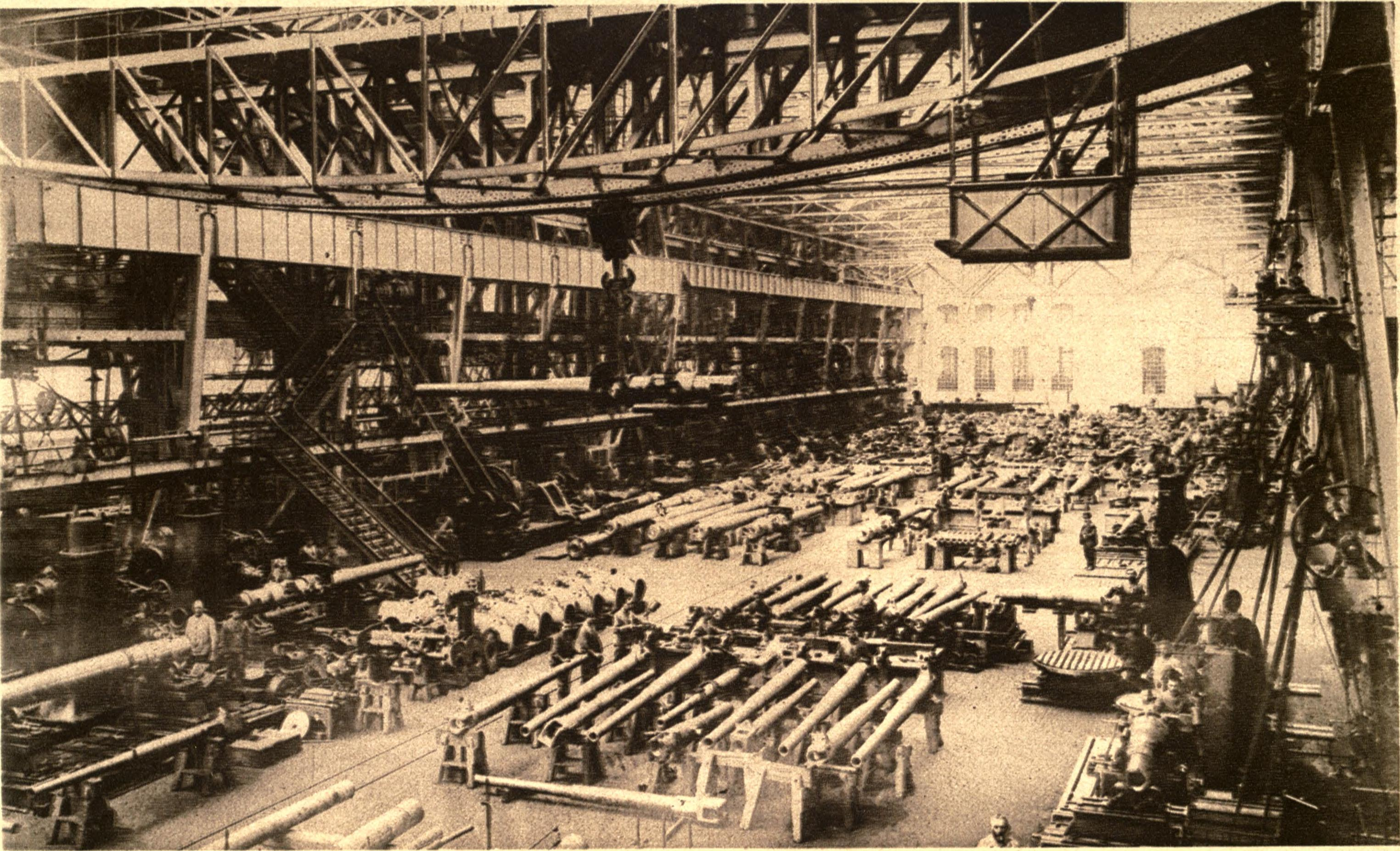
Usine Krupp fabriquant des pièces d'artillerie durant la Première Guerre mondiale.

Le complexe est situé géographiquement dans les houillères de la Ruhr pour l'essentiel ; il est associé à la production métallurgique de masse assurée par le financement de grandes familles capitalistes au sortir de la concentration monopolistique obtenue par la révolution industrielle : ce capitalisme rhénan structure les Konzern, intégrations verticales et horizontales liées à tout le secteur du charbon et de l'acier donnant un avantage en termes de puissance de feu à la Deutsches Heer.
La production d'armements s'effectuait entre autres dans les arsenaux impériaux allemands comme l’Arsenal Germania de Kiel (exemple d'armement : Maschinengewehr 08). La production de canons était principalement réalisée par Krupp Ag, Thyssen et Preussag, lesquelles étaient liées à la métallurgie dans le bassin de la Ruhr (exemple de canon : Grosse Bertha).

## Seconde Guerre mondiale
Alors que le Traité de Versailles avait interdit à l'Allemagne d'avoir des armements modernes, la République de Weimar parvint peu à peu à contourner celui-ci et permit à ses industries de maintenir une capacité de recherche et développement.
Accédant au pouvoir en Allemagne en 1933, en plein contexte de crise mondiale lié aux conséquences du « jeudi noir », Hitler décide d'en finir avec la Reichswehr, qualifiée de « honteuse armée de Versailles », et des gausseries sur les Tankattrappen (chars d'assaut simulés par des voitures bâchées) des mises en pratique de Guderian. Remilitarisée par l'industrie, l'armée allemande serait crainte à nouveau par ses voisins, restaurant le mythe de son invincibilité qui avait été retournée dans l'opinion par le « coup de poignard dans le dos » au sortir de la Première Guerre mondiale.
Les entreprises doivent légalement se constituer en cartels dès le 15 juillet 1933.
Le Führer lance le pays dans une politique de grands travaux pour le moderniser. Ce seront bientôt les Panzer qui circuleront de part et d'autre des frontières sur les nouvelles autoroutes (voir Autobahnen) ; parmi ces grands travaux se trouve une militarisation menée tambour battant qui mobilise l'acier obtenu des mines de fer de Suède et de Norvège avant la guerre.
Le nouveau régime s'appuie dans sa politique de réarmement sur la puissance de l'industrie mécanographique fournie par la Dehomag, dont une nouvelle usine s'ouvre en 1934. Cette technique de traitement de l'information, antérieure aux ordinateurs, contribua à organiser et optimiser les lignes de production.
La structure féodale du régime nazi multiplie les programmes empêchant une concentration des ressources et les interventions directes des divers responsables souvent à contresens ont largement gêné la production militaire.

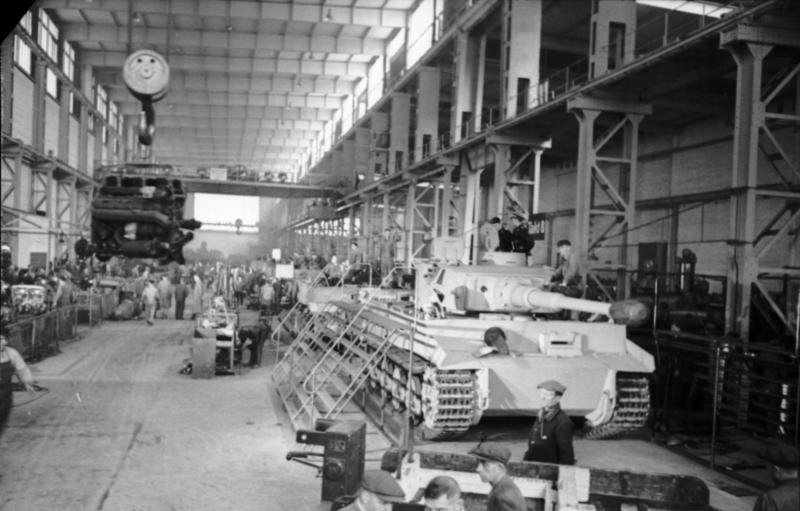
Fabrique de Panzer VI Tigre, en 1943.

L'intégration du complexe industriel bâti par les nazis passe par le traitement des grandes familles industrielles chrétiennes qui réalisèrent la première industrialisation dans la Ruhr : certains capitaines d'industrie seront naturellement favorables (héritier Krupp, Emil Kirdorf), d'autres seront manipulés. La refondation de l'industrie de l'armement donna un potentiel guerrier extrêmement dangereux pour l'Europe à la veille du conflit dont les matières premières parviennent jusqu'en juin 1941 en très grande partie des relations économiques entre l'Union soviétique et l'Allemagne nazie.
Le 17 mars 1940, Fritz Todt est nommé ministre de l'Armement du Reich et organise la rationalisation du secteur en temps de guerre dans une perspective d'intégration des industries des pays occupés, mais l'inefficacité et les conflits d'intérêts persistèrent. Celle-ci tournera à plein régime à partir de 1942, mais la capacité de production de ses adversaires s'est montrée largement supérieure.
Le complexe militaro-industriel soviétique combiné à celui des États-Unis et du Commonwealth ont contribué à écraser l'Allemagne et ses alliés par une production industrielle conjointe de matériel logistique et de guerre supérieure en quantité : c'est ce que Roosevelt a désigné sous le terme d'« arsenal des démocraties ».
|                        | Allemagne nazie | Union soviétique |
| Fusils                 | 8 525           | 12 139           |
| Pistolets-mitrailleurs | 1 098           | 6 174            |
| Mitrailleuses          | 1 097           | 1 516            |
| Mortiers               | 73              | 351,8            |
| Blindés                | 43,4            | 102,8            |
| Avions                 | 80,6            | 112,1            |

Ce tableau en image donne un comparatif Allemagne nazie/États-Unis/Union soviétique sur quatre « années pleines » de guerre :

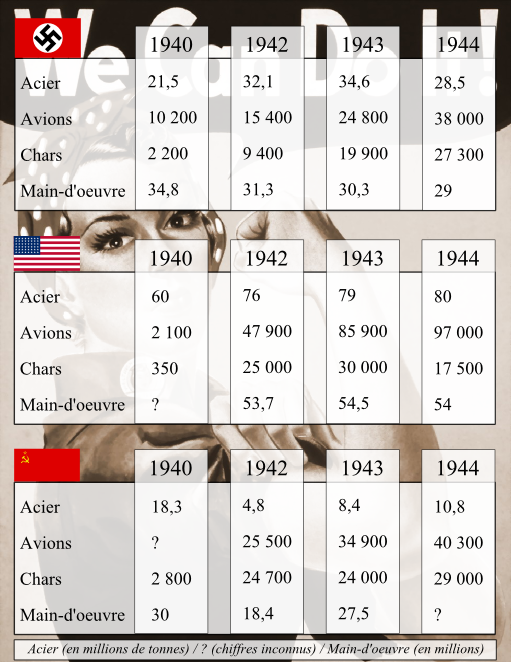
Effort de guerre industriel de l'Allemagne, des États-Unis et de l'URSS.

### Acteurs

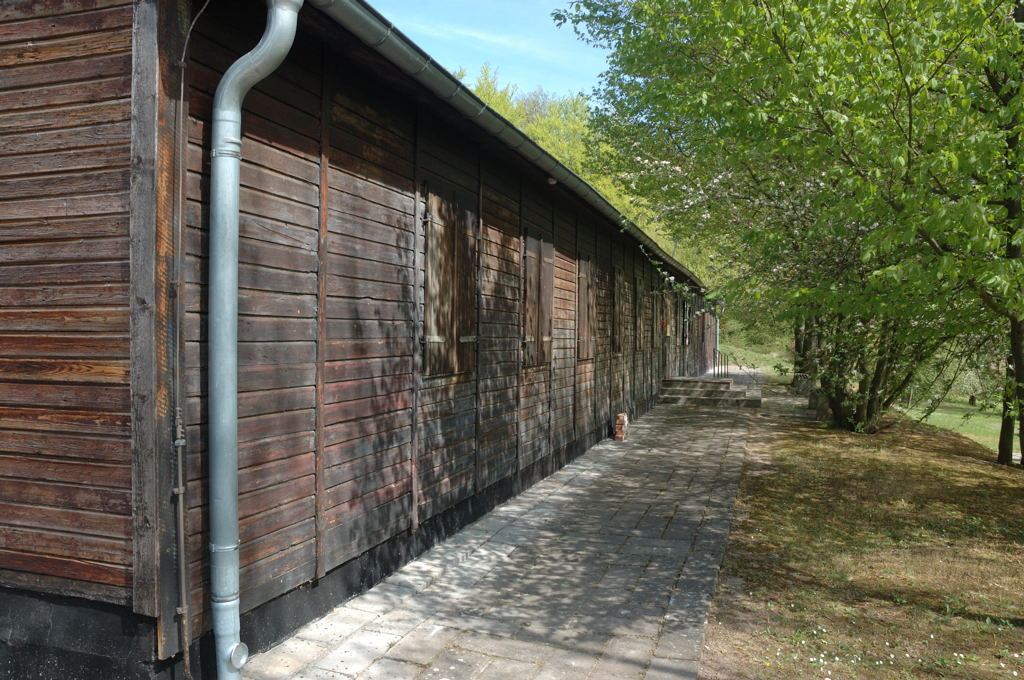
Baraquements des prisonniers travaillant dans l'Arbeitslager de Dora-Mittelbau, en Thuringe. À la fin du conflit, ils assemblaient des missiles V2 dans les anciennes mines de gypse souterraines, au prix de pertes humaines effroyables. Les prisonniers de guerre étaient eux confinés dans des Stalags. La lecture du roman de Cavanna, Les Russkoffs, plonge le lecteur dans les conditions de vie de tels camps dans la région de Berlin jusque l'effondrement du régime nazi.

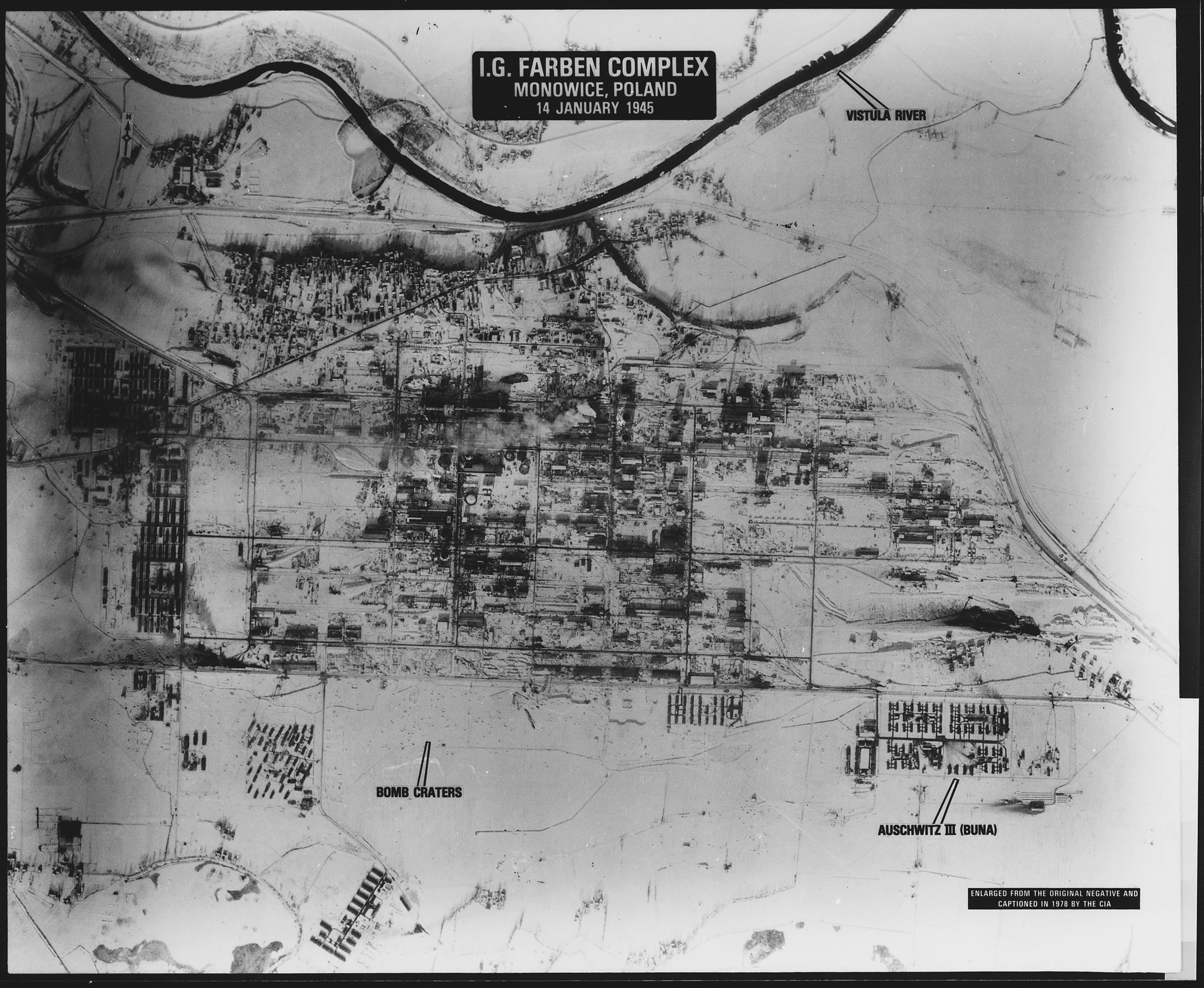
Photo aérienne du complexe industriel I.G. Farben de Monowice, en Pologne, prise le 14 janvier 1945 par l'US Air Force ; vraisemblablement pour identifier les dommages causés par les bombardements tapis effectués l'année précédente.

#### Au sein de l'appareil nazi
Trois responsables nazis se détachent dans ce domaine durant le conflit : le Gauleiter de Thuringe, Fritz Sauckel, proche de Bormann, et l'architecte Albert Speer, chargé de trouver la main-d'œuvre en Europe sous domination nazie et d'en dynamiser les contributions. À compter de 1938, Fritz Todt fonde l'organisation Todt qui systématisa le recours au travail forcé une fois le conflit déclaré.

#### Ouvriers et déportés
À partir de l'automne 1941, lorsqu'il semble clair à l'état-major allemand que la guerre est appelée à durer, le nombre de travailleurs étrangers augmente sensiblement. Les pertes entraînent la mobilisation d'un nombre sans cesse croissant d'ouvriers allemands, dans tous les secteurs d'activité, y compris les industries de guerre, en principe protégées. À partir de ce moment, l'emploi de travailleurs originaires des territoires occupés devient une nécessité économique. Selon leur origine, le traitement des ouvriers par les autorités allemandes diffère : à l'Est, la réquisition pure et simple de main-d’œuvre semble la règle ; dans les pays occupés de l'Ouest, dans un premier temps du moins, des mesures incitatives sont mises en place pour attirer cette main-d’œuvre dans les usines allemandes. Soumis à un afflux massif de travailleurs étrangers, les autorités allemandes encouragent la construction de logements, camps et hôtels, dans tout le Reich.
Le régime de collaboration adopté par l'État français instaure en mai 1942 une forme rencontrée nulle part ailleurs dans les pays occupés : le Service du travail obligatoire, présenté à la population comme sauf-conduit pour le retour des infortunés prisonniers de guerre de l'Armée française, détenus dans le Reich depuis la campagne de 1940.
En effet, les travailleurs de l'Est sont réquisitionnés de manière brutale par les SS dans les villages et les villes, parfois au hasard dans les rues. Ces transferts massifs de population vers le Reich ont pour conséquence de permettre à l'industrie de guerre allemande de disposer d'environ 2 800 000 travailleurs de l'Est à l'automne 1944. De plus en octobre 1941, Hitler ordonne la réquisition des prisonniers de guerre soviétiques et leur utilisation comme travailleurs forcés dans le Reich : on estime à 170 000 le nombre de prisonniers soviétiques travaillant en Allemagne en mars 1942, et 600 000 en 1944. Cette réquisition entraîne la présence massive de cette main-d’œuvre originaire de Pologne et d'Union soviétique dans les usines et dans les villes, que la législation tente au maximum d'isoler des citoyens du Reich. Guère « mieux lotis que des porcs », ces travailleurs sont très mal nourris, et donc victimes de nombreuses maladies ; à partir de 1942, Rosenberg, allié ainsi aux industriels fait pression sur Hitler pour améliorer le sort de cette population et leur efficacité au travail.
En 1944, l'Allemagne employait dans l'agriculture et l'industrie 5,3 millions de civils étrangers et 1,8 million de prisonniers de guerre soit 24 % de l'ensemble de la population active. Au total, entre 1939 et 1945, 12 millions de personnes seront utilisées comme main-d'œuvre forcée
À partir de l'été 1944, l'ensemble des travailleurs étrangers présents dans le Reich voient leur sort se détériorer : dans ce contexte, la fuite ou le passage à la clandestinité demeurent les deux principaux choix de ces travailleurs ; d'autres tirent au flanc. Ainsi, les déplacements des travailleurs étrangers sont toujours plus contrôlés par la police. De plus, des hiérarchies se mettent rapidement en place, basées sur la nourriture (colis), et un marché noir de grande ampleur s'organise, essentiellement au profit des travailleurs occidentaux, à destination des travailleurs de l'Est et des Italiens ; en 1944, un certain nombre de travailleurs de l'Est s'organisent en bandes : ces bandes sont composées non seulement de travailleurs de l'Est, mais de déserteurs et d'évadés de prison et de camps de concentration, qui n'hésitent pas à attaquer des postes de police ; dans un contexte marqué par le chaos grandissant en Allemagne à la fin de 1944, la Gestapo arrête et exécute des centaines de travailleurs étrangers : ces exécutions se poursuivent jusque dans les derniers jours du conflit, comme à Dortmund en mars 1945.

### Composantes
- les sous-marins : 26 types d'U-boote furent élaborés par l'Arsenal Germania à destination de la marine allemande pour livrer la guerre sous-marine, menée par Karl Dönitz, lors de la bataille de l'Atlantique.
- la chimie : IG Farben (production de Zyklon-B, essence Leunabenzin et caoutchouc Buna).
- le char d'assaut : Porsche, Hanomag, Rheinmetall, Krupp, Henschel, MAN et Daimler Benz…
- les avionneurs : Heinkel, Junkers, Focke-Wulf, Messerschmitt, Arado…

#### L'armement des fantassins
L'arme standard des fantassins allemands de la Seconde Guerre mondiale fut le Karabiner 98k, dérivé d'une arme conçue en 1898, et ayant déjà servi pendant la Grande Guerre. Néanmoins cette ancienneté ne doit pas tromper ; la plupart des armes individuelles allemandes de la Seconde Guerre mondiale étaient meilleures que leurs équivalents étrangers.
- Le pistolet-mitrailleur MP40 était ainsi une arme révolutionnaire à son entrée en service.
- Les mitrailleuses MG34 puis MG42 étaient toutes deux également révolutionnaires de par leur mobilité (les mitrailleuses à bandes étaient jusqu'alors très lourdes et indéplaçables au combat).
- Le StG 44 Sturmgewehr fut le premier fusil d'assaut de l'histoire, et a inspiré les armes des armées de la fin du XXe siècle (dont l'AK-47) ; la firme Sauer & Sohn en a produit 44 000 pendant le conflit.
- Le pistolet Luger Parabellum (P08), très prisé comme trophée par les GI dans le bocage normand, était fabriqué par la Deutsche Waffen und Munitionsfabriken.
- Le Panzerfaust, de conception novatrice, a inspiré les armes RPG qui sont en service aujourd'hui dans le monde entier.
- Le Panzerschreck répondait au bazooka américain.

Après guerre, la firme Mauser se trouva dans la zone d'occupation de l'armée française. Le système de retardement de l'action par verrouillage par galets équipant les MG-42 fut repris par Heckler & Koch lors de la fondation de la firme en 1949, ce qui contribua à sa réputation.

Évolution des armes complexes et chères à produire (MP40, FG42, MG34) aux armes en tôle emboutie, plus rustiques et économiques (MG42, MP44, MP3008)
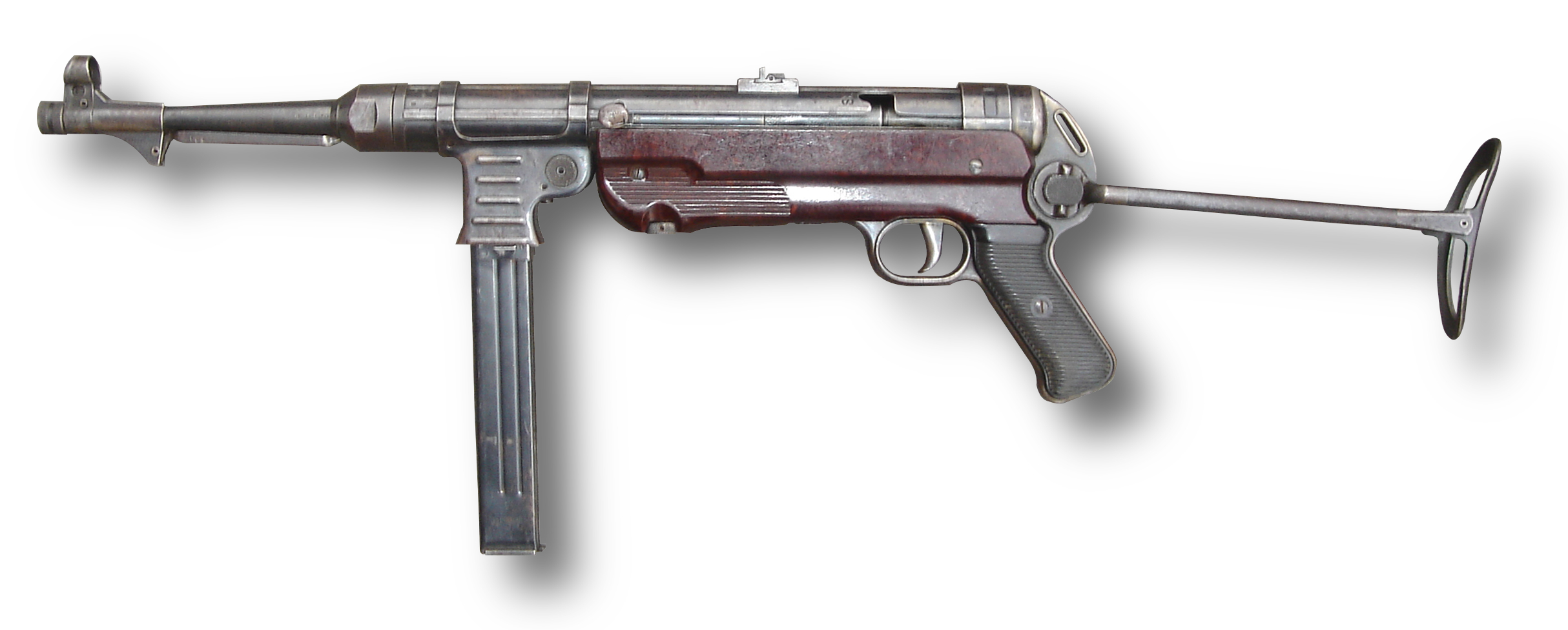
MP40.
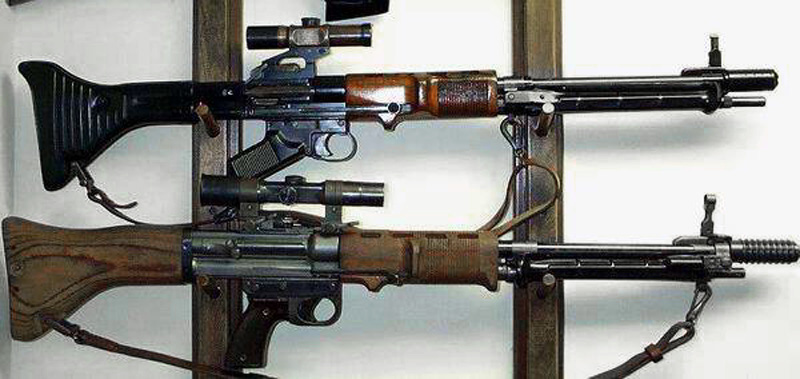
FG42.
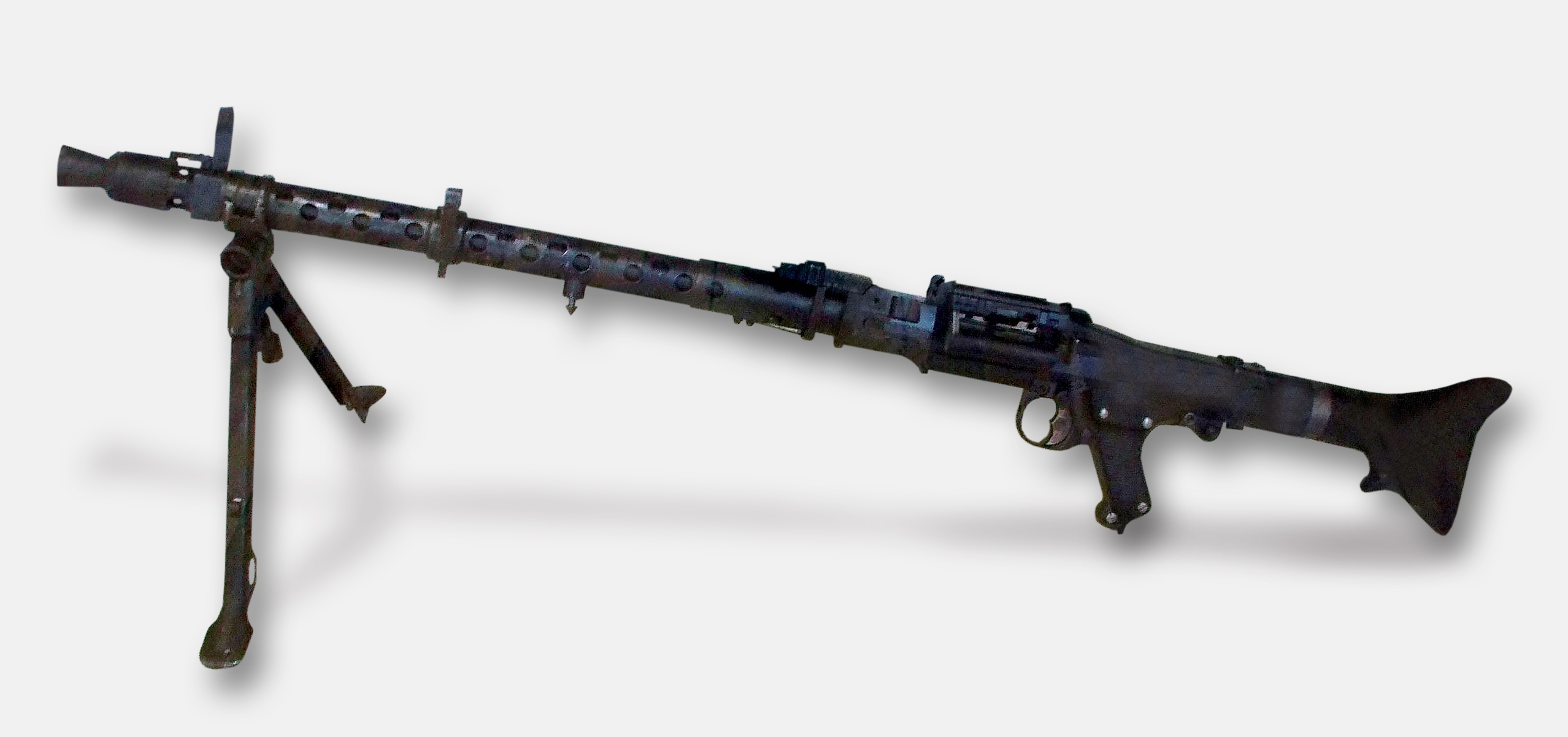
MG 34.
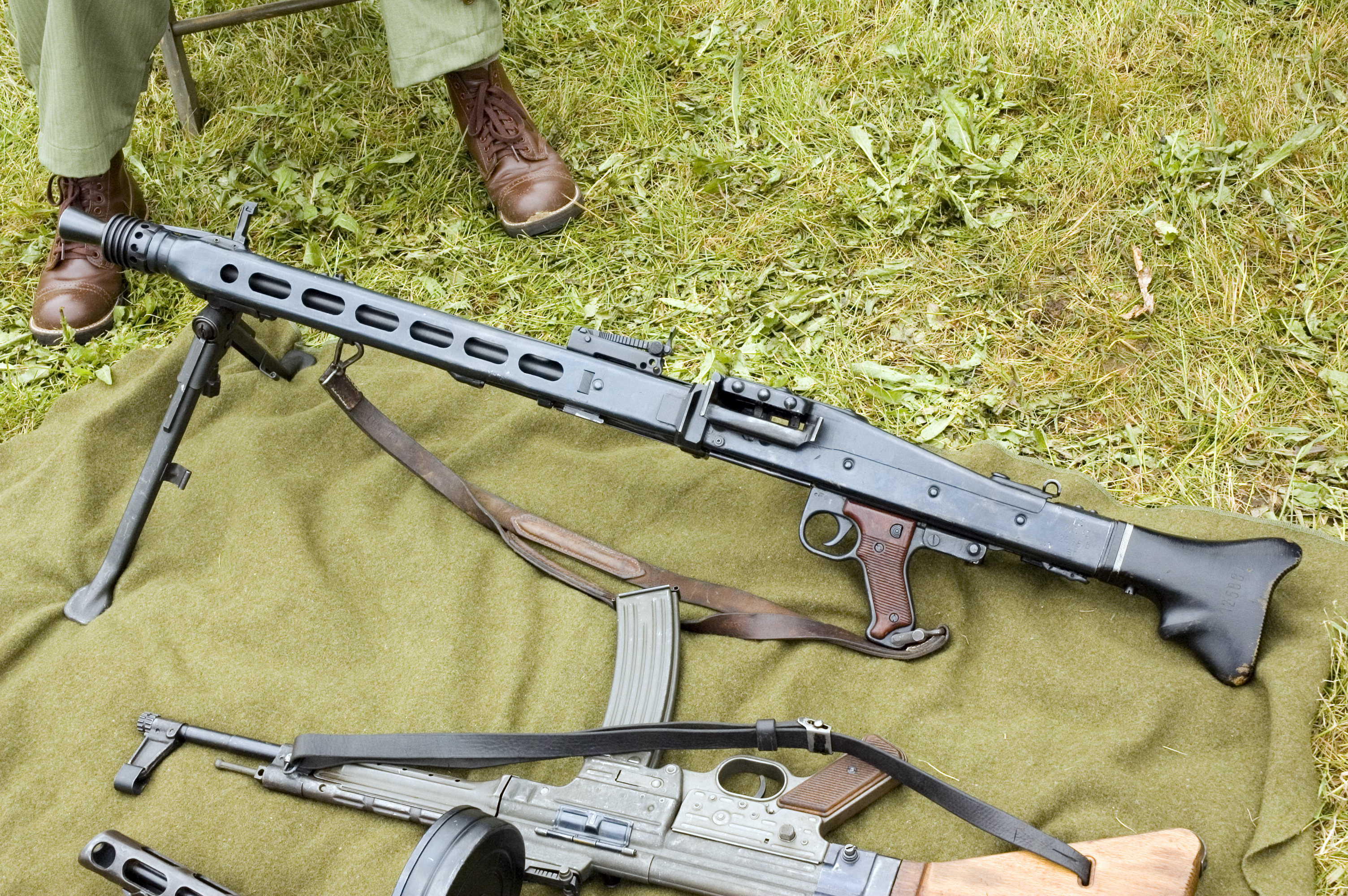
MG42 et StG 44.
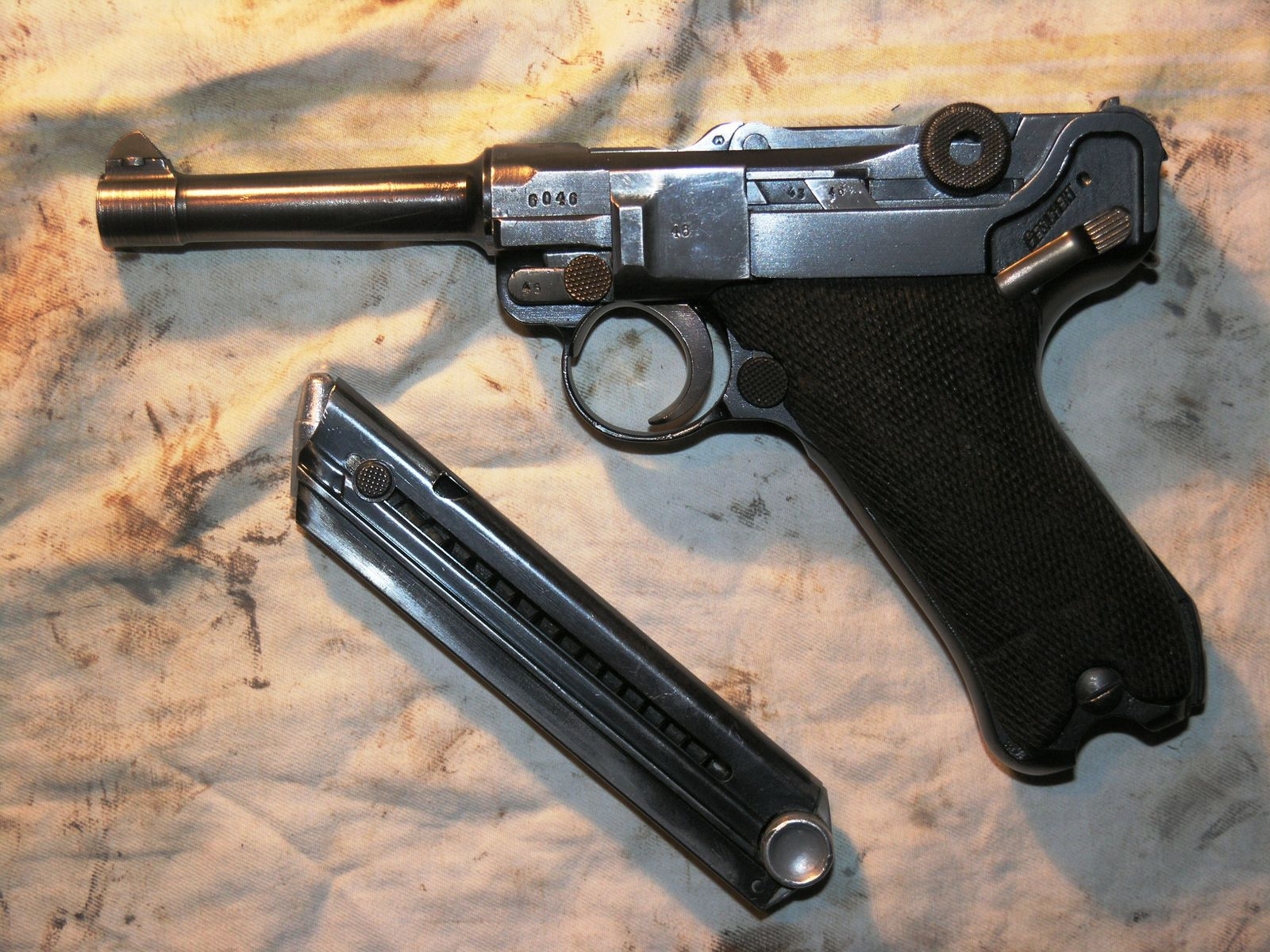
Luger P08.
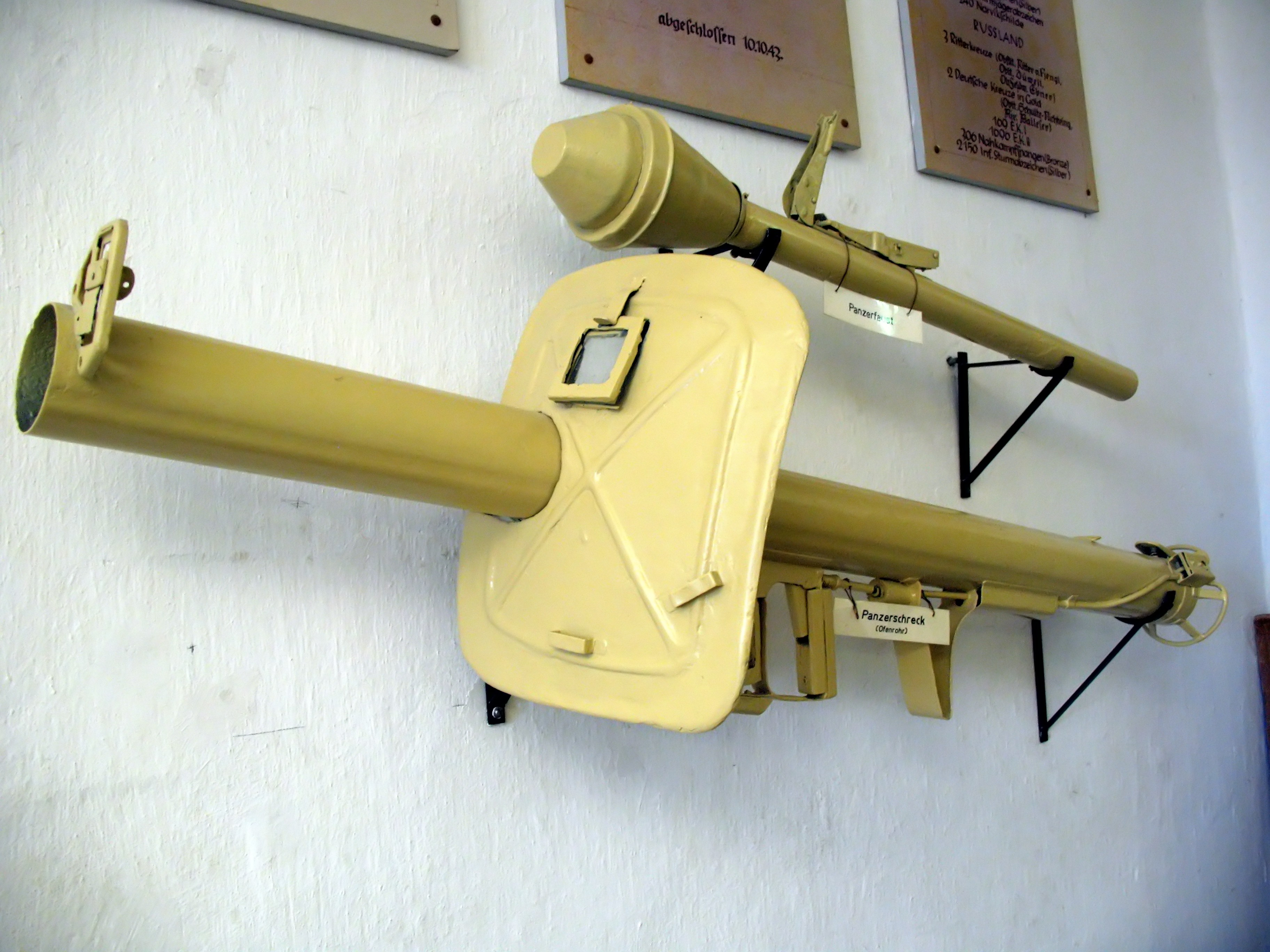
Panzerschreck et Panzerfaust.

#### La filièrePanzerkampfwagen

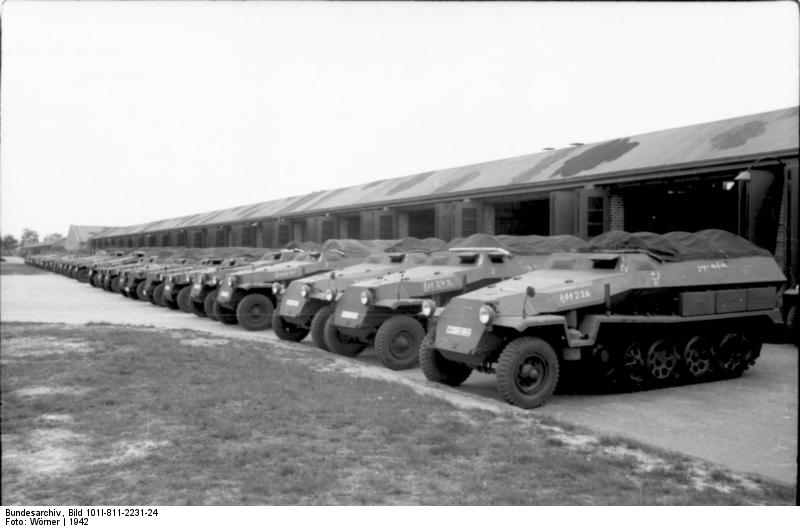
Outre les Panzers, les inspecteurs de l'armement commandèrent tout un ensemble de blindés de transport permettant d'assurer la mobilité des troupes de la Heer. Ici, les dépôts de la fabrique de Sonderkraftfahrzeug 250 et 251 située à Potsdam (région de Berlin) (photo de 1942).

Les ingénieurs allemands se distinguent dans une remontée de filière afin de développer les armements pour garantir les victoires de la Heer dans la Wehrmacht. Ils fabriquent des avions et font évoluer le principe du tank, véhicule à chenilles que les Britanniques avaient introduit au front sous le nom de code de tank (réservoir en anglais). Les constructeurs allemands se groupent autour de commandes étatiques, telles la création du Panzer I et son industrialisation, dissimulées au départ sous le nom anodin de tracteur agricole. Ce char léger et opérationnel fut préféré aux chars lourds qui lui étaient contemporains, à plusieurs tourelles et beaucoup moins mobiles (semblables au char B-1bis français) car il permettait de concrétiser la Blitzkrieg mise au point par les stratèges.
Après les accords de Munich, les nazis mettent la main sur la filière tchèque de production de chars, Škodovy závody, et l'intègrent à leur complexe de production. Les chars sont indicés t comme tchèques 35(t) et 38(t) et leurs lignes de production continuent. Ils fourniront un contingent non négligeable lors de la bataille de Varsovie, la bataille de France et jusque l'opération Barbarossa, après quoi ils seront remplacés par des générations plus récentes de blindés.
Les Panzers furent employés par des commandants imaginatifs, palliant par la tactique des situations d'infériorité numérique ; on peut citer l'emploi que fait Rommel de ses canons de 88 mm lors des premiers échanges de la guerre du désert pour utiliser ses chars légers comme rabatteurs afin d'amener les tanks moyens Matilda de la VIIIe armée, si problématiques avec leurs panneaux de blindage latéral, à portée des canons antiaériens employés en tir horizontal. Les 88 prisés par le renard du désert furent plus tard adaptés directement sur les Tigres I et II une fois que la taille du châssis l'autorisa.
Cette filière va montrer sa supériorité technique jusque l'apparition du char T-34, très mauvaise surprise sur le front de l'Est puisqu'il surclassait les Panzers IV qui formaient le fer de lance des panzerdivisionen au moment de son apparition. Les généraux qui furent confrontés à ce tank soviétique demandèrent même à leur hiérarchie la formation d'unités militaires de tankistes allemands équipés de T-34 ! Ce fut la fin de la Blitzkrieg, les catégories suivantes allaient monter en poids ; les unités de tankistes furent ensuite réorganisées dans les Mot Pulk jusqu'à la grande bataille de Koursk.
Les ingénieurs développèrent systématiquement des dérivés à partir des châssis de toutes les générations de Panzerkampfwagen introduites :
- exemple d'automoteur d'artillerie : Wespe (guêpe), sur châssis de Panzer II ;
- exemples de canon d'assaut : Brummbär (grizzly), sur châssis de Panzer IV - Sturmpanzer IV ou Sturmtiger (Sturmmörser = mortier d'assaut), sur châssis de Panzer VI - tigre ;
- exemple de chasseur de chars : Jagdpanzer V, sur châssis de Panzer V panthère.

Vers la fin de la guerre, les entreprises du C.M.I. constitué par les nazis étaient passées des cinq tonnes du Panzer I au monstrueux Panzerkampfwagen VI Königstiger de 70 tonnes. À l'état de prototype fut rencontré le Maus qui fut détruit par l'armée soviétique, un blindé gigantesque qui avait sacrifié la vélocité au blindage et à la puissance de feu, engloutissant d'énormes quantités d'essence dans ses déplacements. Titan d'un poids de 188 tonnes, il s'agissait de la génération Panzerkampfwagen VIII, qui acheva la filière ; la technique avait dépassé le réalisme du terrain, l'Allemagne nazie se trouvant depuis deux ans privée d'accès aux champs pétroliers (les chars roulaient à l'essence synthétique) qui lui aurait permis un emploi efficace de tels armements.
La filière des tanks était complétée par une série de véhicules blindés permettant le transport des troupes et la mobilité des divisions : ainsi l'entreprise Opel fabriqua les Panzerwerfer. Les SdKfz 7 furent eux largement employés pour tracter les canons antiaériens de 88 mm, l'arme absolue du « Renard du désert » contre les tanks adverses dans les combats de l'Afrikakorps.
- Remarquons l'évolution contradictoire de la production de blindés : d'un côté, les chars de bataille Panzer I à Panzer VIII accusent une augmentation continue de poids[20], complexité, et coût. D'un autre côté l'industrie allemande fournit de plus en plus de blindés légers, et économiques pouvant être produits rapidement et en grande série.

Du Panzer I au Panzer VIII
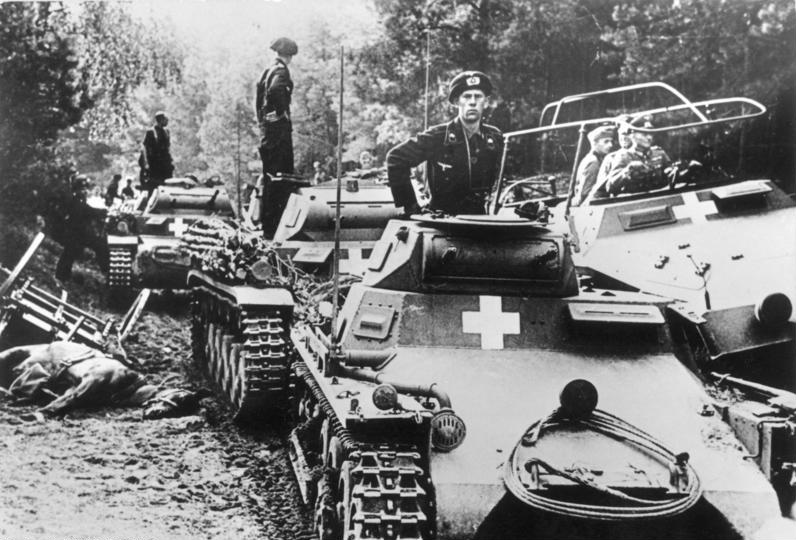
Panzer I Ausf B, 675 produits à compter d'août 1935 ; ils participent à la campagne de Pologne.
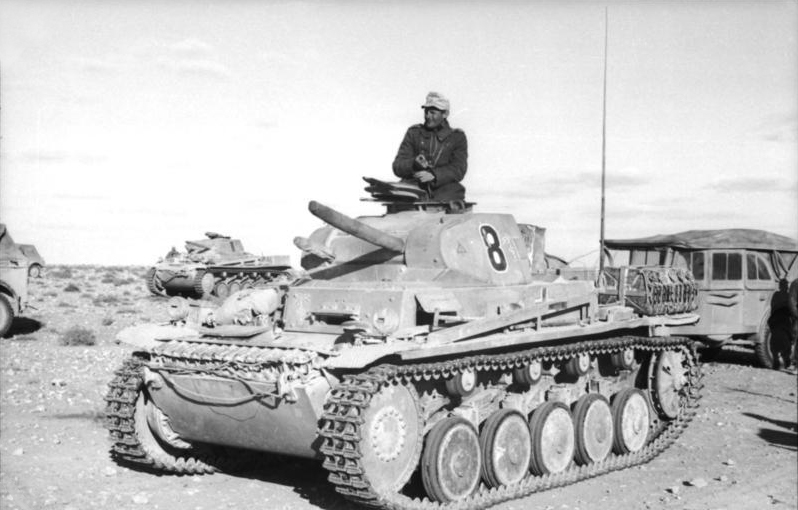
Panzer II Ausf A, B et C : 1 113 construits, juin 1938.
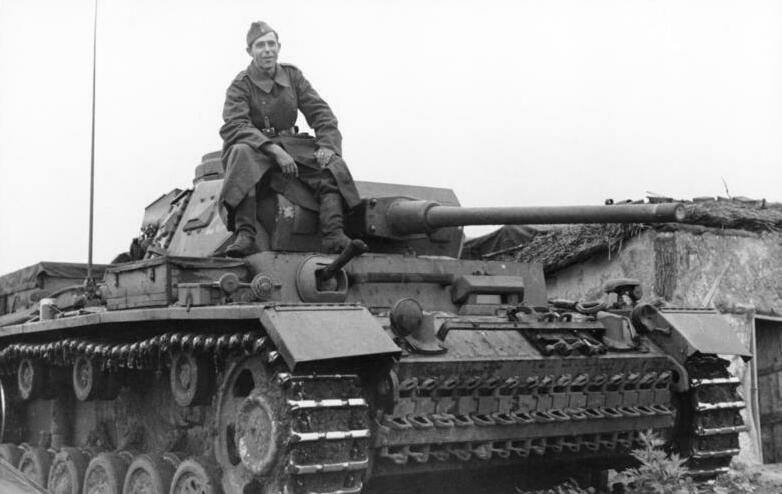
Panzer III Ausf G : 800 produits, janvier 1939 ; le fer de lance du Fall Gelb.
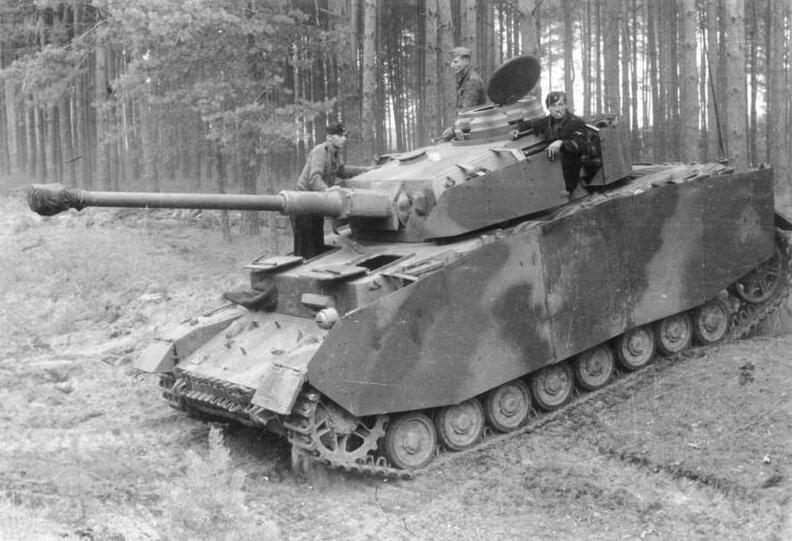
Panzer IV Ausf H : produit en 3 774 exemplaires de mars 1943 à avril 1944.
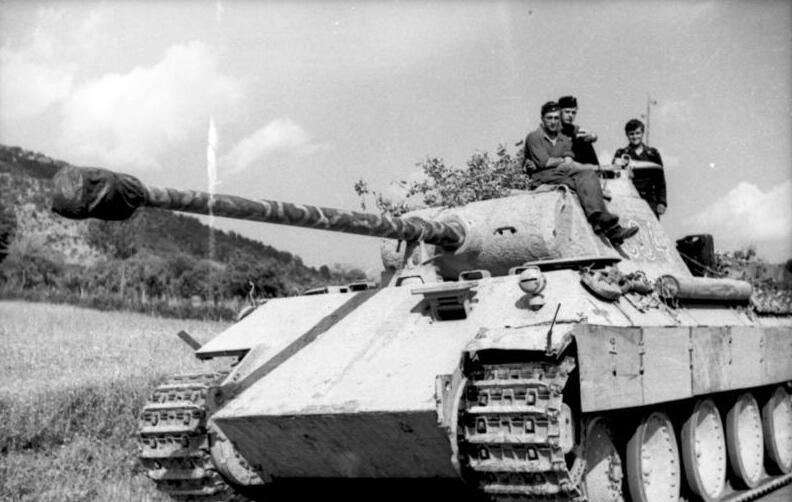
Panzer V « Panther »[21], Ausf D ; construit en 850 exemplaires à partir de janvier 1943.
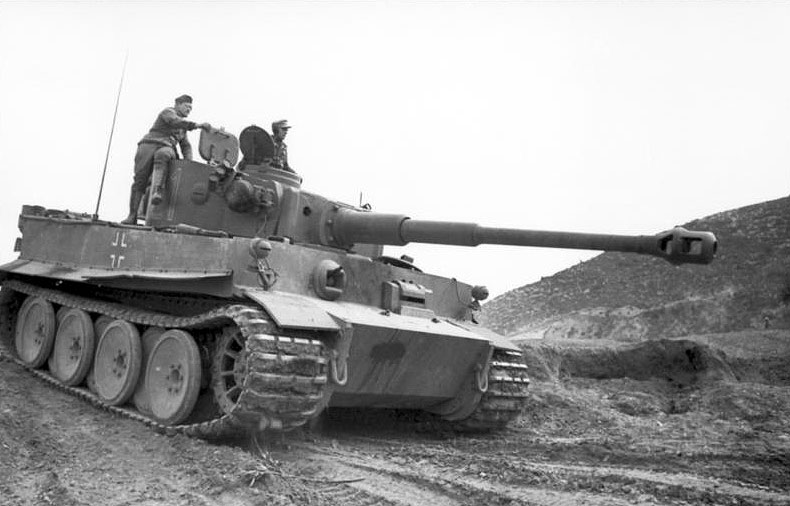
Panzer VI Ausf E « Tiger », équipé du canon de 88 mm ; 1 350 produits à partir d'avril 1942.
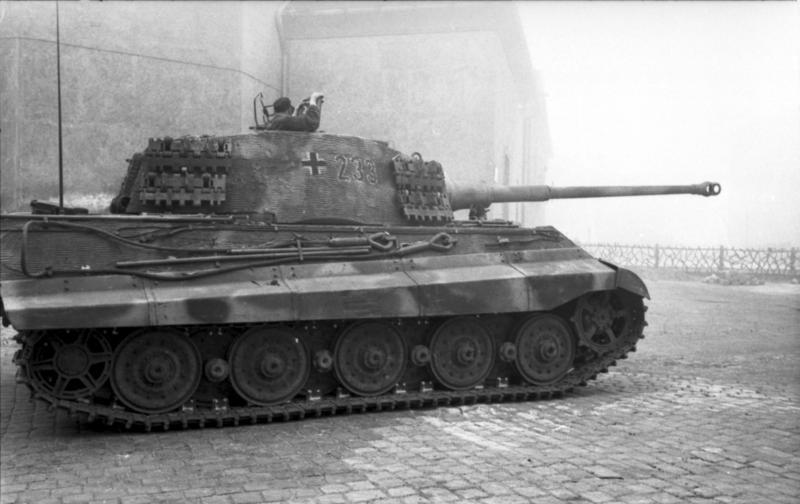
Panzer VI ausf B Königstiger ou « Tiger II », 489 produits à partir de janvier 1944.
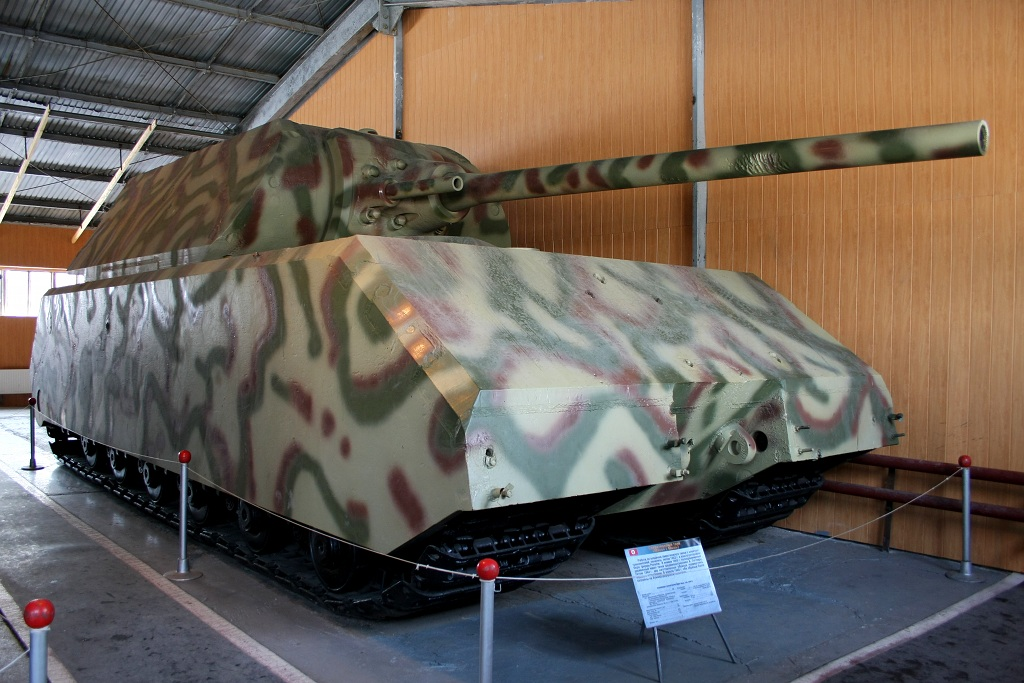
Panzerkampfwagen VIII Maus, deux prototypes construits en 1943 et 1944.

Les Panzers « économiques »
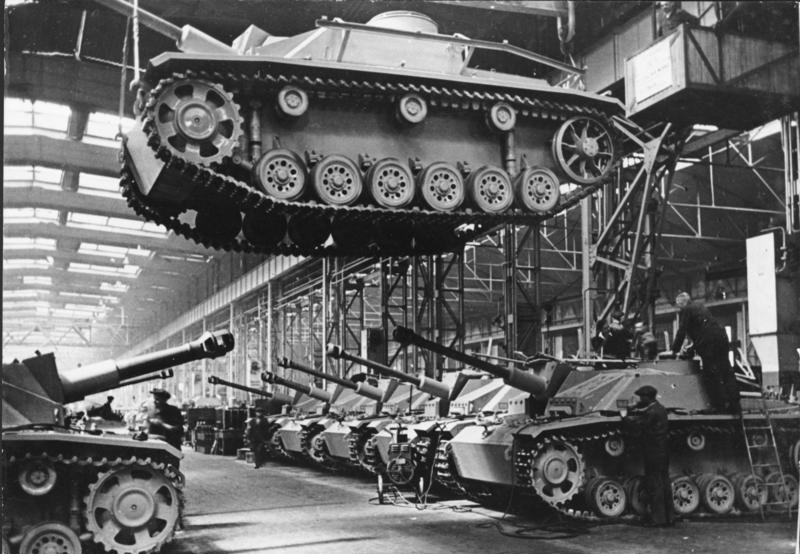
Usine de production de canons d'assaut Sturmgeschütz III sur châssis de Panzer III.
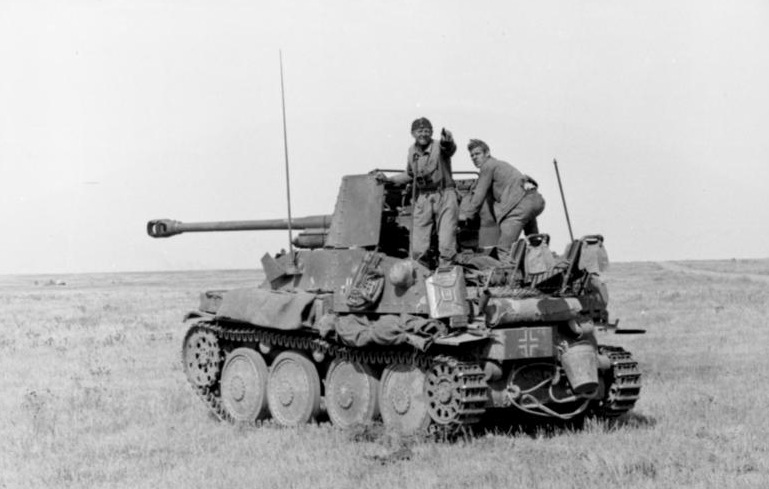
Marder II, « martre », sur châssis de Panzer II.
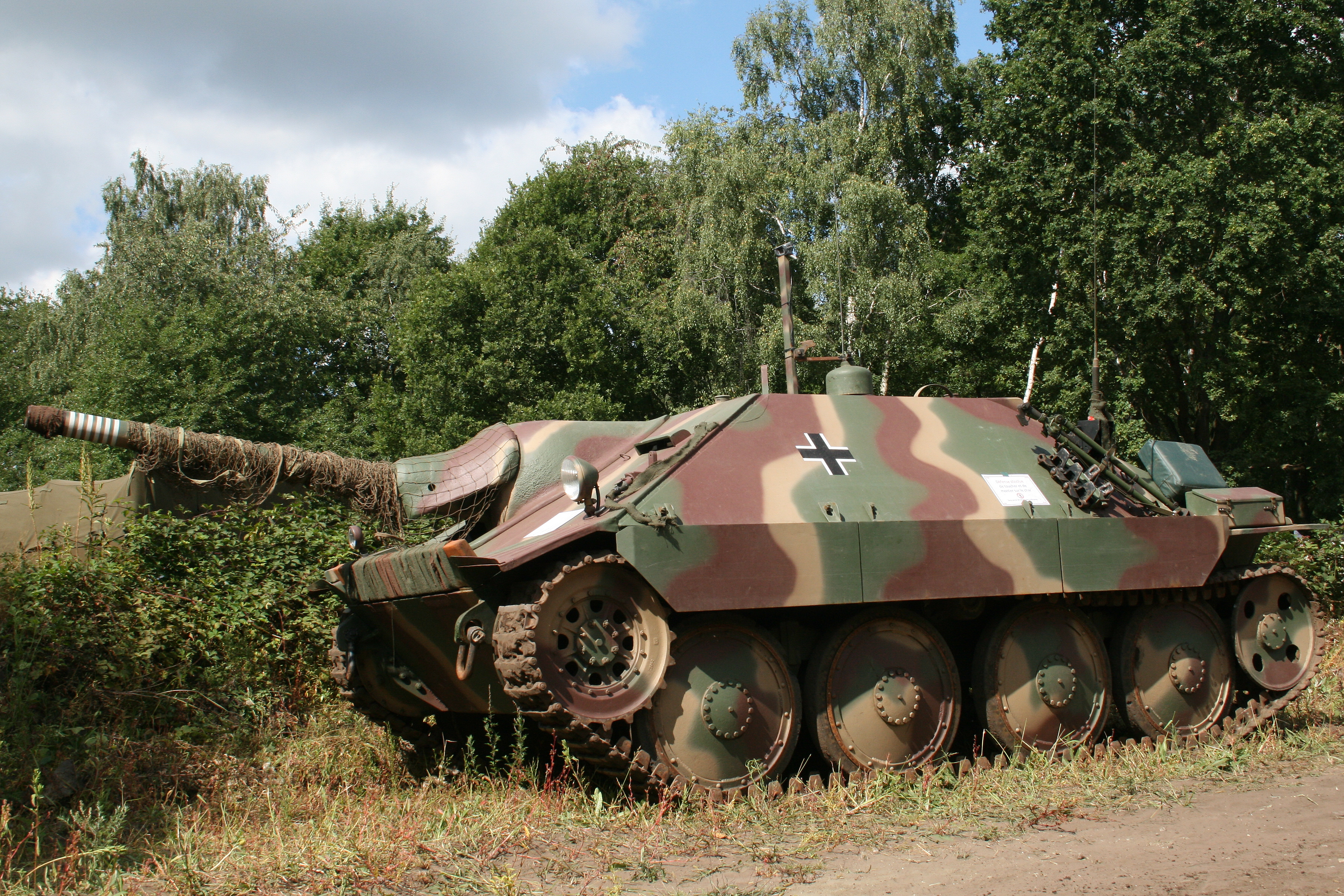
Hetzer, « traqueur », sur châssis de char tchèque 38.
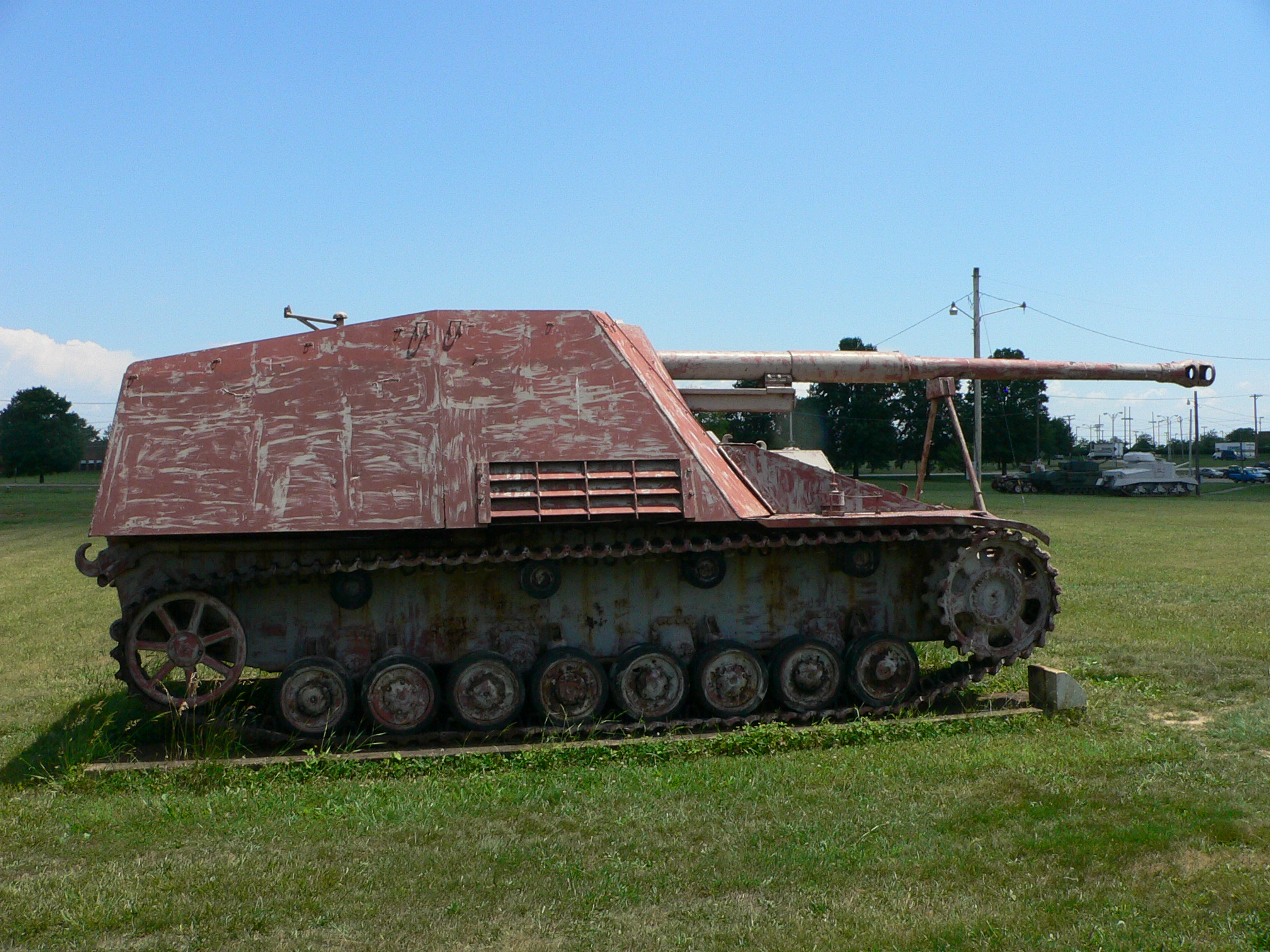
Nashorn, « rhinocéros » sur châssis de Panzer IV.

#### La filière aéronautique

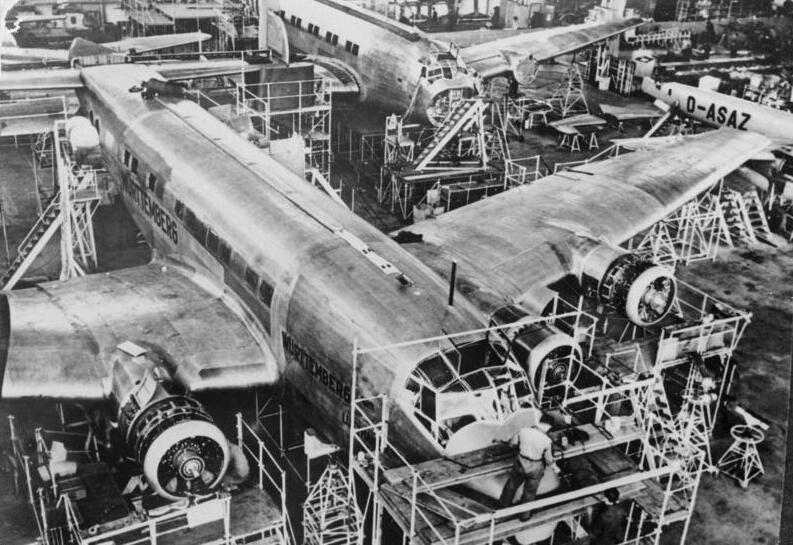
Usine de montage d'avions de transport militaire Junkers Ju 90 (cadre : plan de quatre ans) (photo prise en 1938).

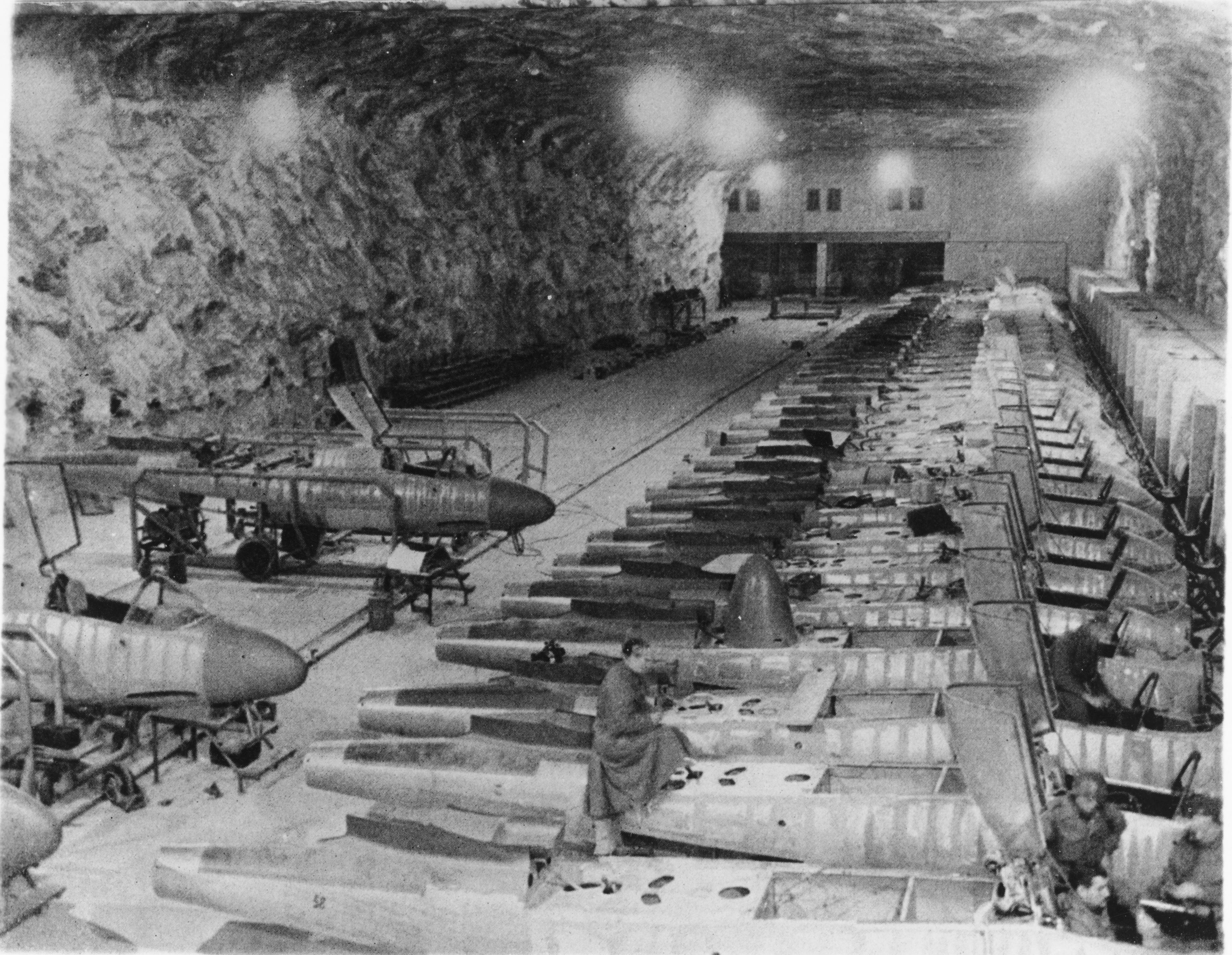
Atelier d'assemblage souterrain de Heinkel He 162 en janvier 1945, relocalisé dans les galeries d'une ancienne mine de sel. Le bombardement stratégique intensif des Alliés a conduit à la dispersion des usines d'armement.

Des ingénieurs aéronautiques de talent dont Willy Messerschmitt ou Kurt Tank ont permis à l'Allemagne d'être le pays le plus avancé technologiquement sur le plan aéronautique pendant la Seconde Guerre mondiale.
Dès avant la guerre, l'Allemagne se dote de l'armée de l'air la plus moderne du monde. Ses appareils sont tous récents, et sur le plan tactique, elle est à la pointe des nouveaux concepts tel le bombardement en piqué (Stuka). Cet armement fera ses preuves pendant la guerre d'Espagne dès 1937 puis lors des campagnes de 1939 et 1940. Trop peu véloce face aux chasseurs monoplaces, notamment lors de la bataille d'Angleterre, le Junkers Ju 87 Stuka disparaît ensuite des théâtres où l'Allemagne ne dispose pas de la supériorité aérienne.
L'Allemagne produira également des chasseurs « classiques » de haute qualité, équivalents à leurs homologues alliés, parfois ponctuellement supérieurs. Les plus fameux sont le Messerschmitt Bf 109 et le Focke-Wulf Fw 190. Le successeur de ce dernier, le Focke-Wulf Ta 152, entré en service en 1945, est considéré comme le meilleur avion à pistons du conflit.
Mais le principal apport de l'industrie allemande à l'histoire de l'aéronautique sera la production des premiers avions-fusées, tel le Me 163, et surtout des premiers avions à réaction opérationnels. Il s'agit du bombardier Arado Ar 234, et du chasseur et chasseur-bombardier Me 262.
La production aéronautique allemande culmina en 1944 avec près de 36 000 appareils dont 3 800 pour le seul mois de septembre soit sans doute deux ans trop tard pour influer sur le cours de la guerre : l'essentiel de la chasse était depuis un an et demi absorbé à la défense du Reich, que l'apparition du Mustang P51-D en mars 1944 dans le ciel d'Allemagne avait transformée en saignée continue pour les pilotes et les appareils. Même après un engagement massif des appareils de la Luftwaffe, le Führer, à qui on avait présenté le tableau comparé des pertes avec les bombardiers abattus, décida de réaffecter les appareils comme chasseurs-bombardiers en appui des opérations terrestres qu'il projetait sur le front Ouest.
Les combinats industriels avaient, dans une phase plus avancée de la guerre, fini par s'intégrer aux Arbeitslager qui leur fournissaient une main-d'œuvre asservie, employable à merci. C'est le cas des usines de production de Mercedes-Benz, devenu équipementier pour une variété d'appareils de la Luftwaffe (fabrication des moteurs d'avions).
D'une manière moins significative, Blohm & Voss développa une filière de constructions d'hydravions en poursuivant la fabrique de la Hamburger Flugzeugbau sur l'Elbe. L'un d'eux fut neutralisé par les Alliés alors que l'appareil nazi envisageait son emploi pour une fuite dans les derniers mois de la guerre en Europe. Cette guerre sonna le glas de l'emploi de ce type d'avions dans un contexte militaire.

#### La filière balistique

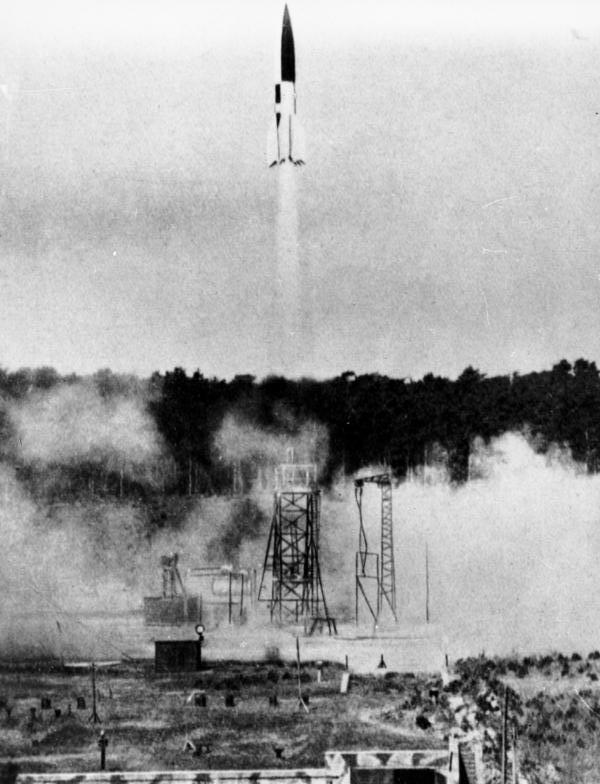
V2, quatre secondes après le décollage depuis le banc d'essai VII du centre de recherches balistiques de Peenemünde, le 21 juin 1943.

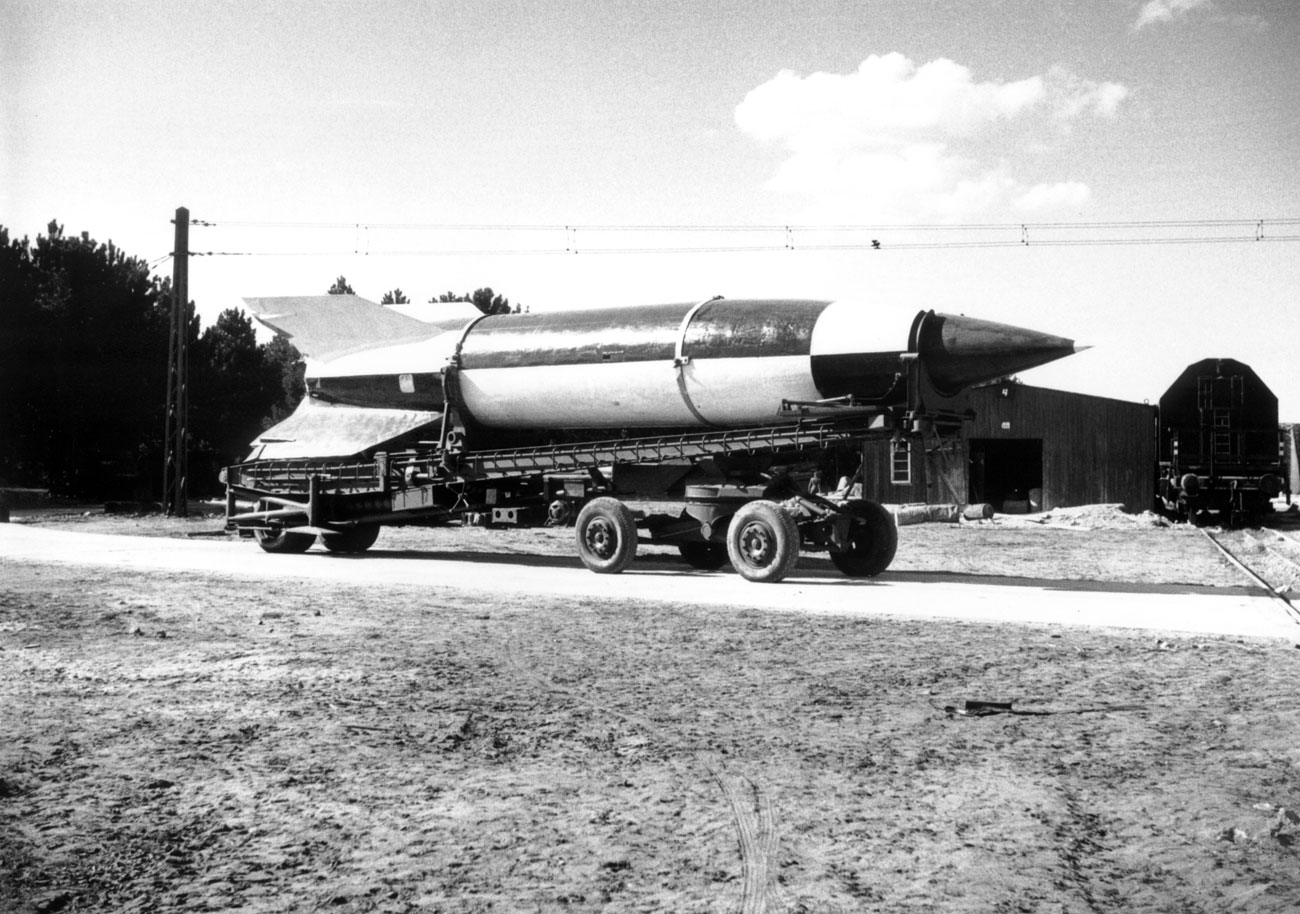
Missile V2 disposé sur son dispositif de traction ambulant, le Meillerwagen.

Sur le petit centre d'essais secret de Peenemünde depuis 1937 ont été élaborées les bombes volantes précurseures des drones sans intervention humaine avec la fusée à vol horizontal V1, produite par la firme Fieseler, qui relancèrent pendant un laps de temps la terreur du Blitz sur Londres par de nouvelles destructions.
Le missile V2 fut le premier missile balistique de l'histoire. Ses tirs d'essais eurent lieu pendant l'été 1943 sur la mer Baltique. Les V2 étaient construits dans une usine distincte du centre d'essais, sous le système de production carcéral instauré par les nazis (un camp de prisonniers couplé à une unité de production enterrée afin de continuer malgré les bombardements). Cette usine produisait 45 V-2 par mois à la fin de la guerre. Les conditions de vie des prisonniers étant semblables aux survivants dans les complexes d'extermination ; il a été estimé que la production des V-2 a causé au total plus de victimes que leur emploi lui-même.
Fin 1944, il fut demandé aux scientifiques de la filière missiles balistiques de plancher sur un projet d'IRBM (missile de portée intermédiaire) visant à bombarder les côtes de Nouvelle-Angleterre depuis des bases de lancement en Europe occidentale. Ces études, codées Projekt Amerika, donnèrent lieu une ébauche d'évolution de la filière des V2 : A9 et A10. Ludwig Roth (en) et Hermann Oberth y travaillèrent.
Uniques machines employées dans une logique de production industrielle d'échelle, les autres engins en restèrent en 1945 à la situation d'épreuve sur la table à dessin ou ne sortirent pas des phases de test, hormis des engins moins connus tel le Kramer X4.
Les travaux de Wernher von Braun avaient attiré l'attention des services secrets américains ; ce savant symbolise à lui seul la filière scientifique et l'innovation sectorielle placée par les nazis au service d'engins de mort et de destruction, qui fut réutilisée au même escient par les deux camps vainqueurs à l'issue du conflit mondial. Les tentatives de mettre la main sur cette technologie ne se sont pas restreintes aux scientifiques : les Britanniques ont mené pour le compte des Alliés l'opération Backfire dans la région de Cuxhaven (Basse-Saxe), visant à évacuer par pièces détachées les multiples rampes de lancement qui s'y trouvaient, ce qui souligne la priorité donnée à cet objectif.
Resté sur le plan théorique et expérimental, le projet de bombe allemande n'eut aucune concrétisation efficace, quoiqu'il ait été bel et bien mené. Fort heureusement pour les forces alliées, pressées tout autant d'en finir. 
 Concernant ce sujet, lire les articles Course à la bombe et Recherches atomiques sous le régime nazi.

### Un outil de propagande

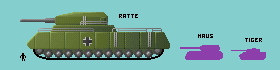
Le projet de char forteresse, ici représenté à côté de chars conventionnels, fut initié par Krupp en 1942 et finalement abandonné après une visite de Heinz Guderian, alors l'inspecteur de l'armement : aucun revêtement de route n'aurait tenu après le passage d'un tel engin.

Afin de suppléer au mythe de l'invincibilité de la Wehrmacht écorné dans la seconde partie de la guerre, les propagandistes d'État se servirent de l'existence de l'innovation technologique dans le secteur de l'armement, devenue fierté nationale, pour propager des rumeurs d'armes secrètes qui allaient inverser le cours de la guerre.
Néanmoins, il faut reconnaître que les Allemands ont effectivement conçu de nombreux prototypes aux caractéristiques tout à fait inhabituelles et ont même mis en service un certain nombre d'armes pouvant être qualifiées d'armes 'miracles'.
Citons ainsi, parmi les armes étant entrées en service :
- Les chasseurs à réaction Me 262 et He 162, ou encore le bombardier à réaction Ar 234
- Les avions-fusées Me 163
- Les missiles V1 et V2
- Les missiles antinavires Fritz X et Henschel Hs 293
- Les roquettes air-air R4M
- Les canons géants V3

Parmi les prototypes ayant été effectivement fabriqués :
- Les ailes volantes Horten, dont la Ho IX à réaction conservée au musée NASM de Washington.
- Les missiles air-air, dont le Kramer X4
- Les missiles sol-air Enzian, Rheintochter, Schmetterling, ou Wasserfall
- Les appareils de vision nocturne 'vipère'
- Les chars géants, dont le Panzerkampfwagen VIII Maus

Alors que manifestement tout était perdu, on trouvait encore des Allemands parmi la population civile, et ce jusqu'aux dernières heures du conflit, espérer le fantasme du recours sur le front de machines diaboliques, inexplicablement laissées en réserve.

### Démantèlement

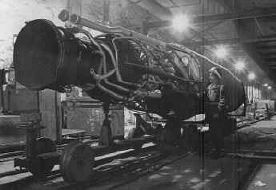
Chaîne de montage de missile V2 dans le complexe Mittelwerk de Dora-Nordhausen (photo prise par l'armée américaine après la prise du complexe).

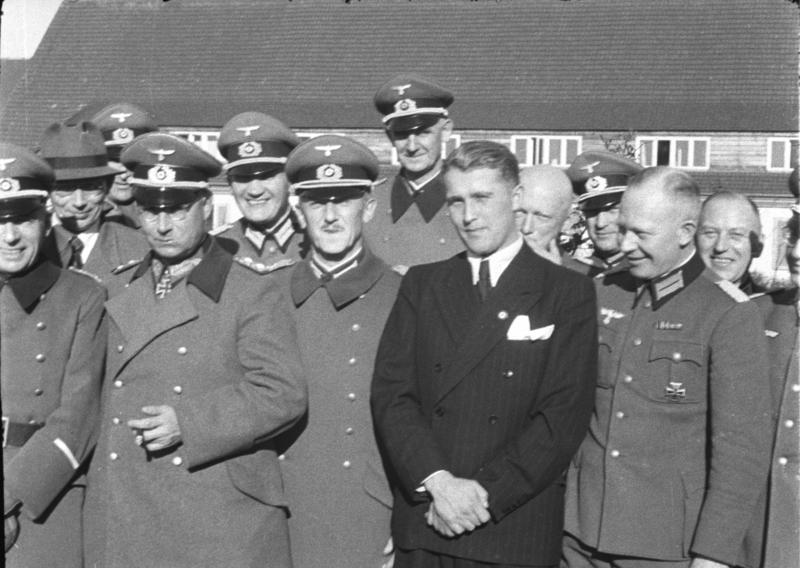
Wernher Von Braun en vêtements civils, entouré d'officiers de l'armée allemande, en 1941 sur le site de Peenemünde. La compétition technologique n'allant pas de pair avec des questions idéologiques, le scientifique fut récupéré dans le camp américain (source : Bundesarchiv).

L'industrie de l'armement en temps de guerre, durcie par la tournure prise par la forme de guerre totale et d'usure des ressources, donna une forme d'encadrement très particulière des ouvriers chargés de la production des armes. Les peuples soumis se retrouvèrent dans des usines d'assemblage dans des conditions proches du servage, les usines étant couplées avec des quartiers d'habitation bâtis comme des camps de travail. Les bombardements d'usine par les forteresses volantes alliées se concentrant, les usines de matériel stratégiques avaient fini par être souterraines : c'est par exemple le cas pour le site de production de Dora-Mittelbau, qui se situe dans un réseau de tunnels sous la montagne de Kohnstein à Nordhausen et réunit dix mille travailleurs dans des conditions éprouvantes liées à cet environnement ; 2 900 moururent dans ces travaux forcés d'octobre 1943 à mars 1944. Quoique cette usine profondément enfouie sous le massif du Harz, en Thuringe, ne fut jamais bombardée par les Alliés, les bombardements parvinrent tout de même à nuire significativement au potentiel de renouvellement de l'arsenal du Troisième Reich à compter de l'année 1944.
La machine de guerre allemande doit affronter une chute de la production de matières premières à la fin 1944, compensée en partie par des réserves constituées, la réduction de la consommation civile et la mise en place de produits de substitution. Ainsi, en dépit de la perte de certaines sources d'approvisionnement au cours de l'année 1944 et des bombardements alliés, massifs cette même année, la production reste constante, atteignant même un pic de production en septembre 1944. Durant l'année 1944, les centres de production se déplacent vers l'est, la Silésie, la Bohème, l'Allemagne centrale, ce qui explique le caractère tardif des pénuries de matériel et de carburant, à partir de mars 1945, avec la perte des derniers puits de pétrole et du bassin industriel de Silésie, en dépit des efforts de Schörner et de son groupe d'armée jusqu'en mai 1945.
L'identifiant comme fautrice de crimes de guerre, les Alliés ont démantelé cette industrie de l'armement et veillé à mettre fin à sa nocivité au cours de la période des zones d'occupation en Allemagne. Certains capitaines d'industrie passèrent en jugement lors du procès de Nuremberg . Le consortium de l'industrie chimique, qui avait contribué au ravitaillement en essence synthétique, Interessengemeinschaft Farbenindustrie, fut éclaté en cinq entreprises par métier : Agfa, BASF, Hoechst, Bayer AG, Dynamit Nobel. Fritz Thyssen fut déchu, et le cartel Vereinigte Stahlwerke AG fut démantelé : lointaine héritière de l'empire Krupp, ThyssenKrupp AG allie à ses anciennes activités sidérurgiques, une division fabricant d'ascenseurs, une autre pour la fabrication de composants automobiles, une pour la recherche, une autre pour les Solutions industrielles et enfin une pour les systèmes marins. Le groupe finance une fondation investissant dans l'art pictural. Les ingénieurs en balistique furent transférés par les deux Grands à l'occasion de l'opération Paperclip (ainsi qu'une démarche équivalente côté soviétique) dans les effectifs qui allaient s'affronter dans la course à l'Espace la décennie suivante : l'URSS comme les États-Unis eurent donc « leurs Allemands » pour s'affronter sur le plan de la concurrence technologique. Si les Américains mettent la main sur le cerveau de la filière, Wernher von Braun, les Soviétiques ne parviennent à attirer que son assistant : Helmut Gröttrup.
- Opérations visant la technologie allemande
  - Opération Paperclip, ou Overcast (visant le personnel scientifique)
  - Opération Lusty (visant à mettre la main sur des prototypes et des modèles aéronautiques, tels le Me-262)
  - Opération Backfire (conduite par des agents britanniques)
  - TICOM : cryptographie du Régime nazi
  - Opération Alsos pointée sur les recherches atomiques sous le régime nazi
  - Opération Epsilon : placement sur écoute permanente de 10 savants atomistes allemands
  - Opération Surgeon : opération britannique dans le cadre de la guerre froide, visant à attirer des techniciens aéronautiques allemands afin d'éviter qu'ils ne passent à l'Est (1946-1947).
- Postérité du complexe militaro-industriel allemand
  - États-Unis : Joint Intelligence Objectives Agency
  - Grande-Bretagne : T-Force (en)
  - URSS : Département 7, opérations scientifiques

## De nos jours

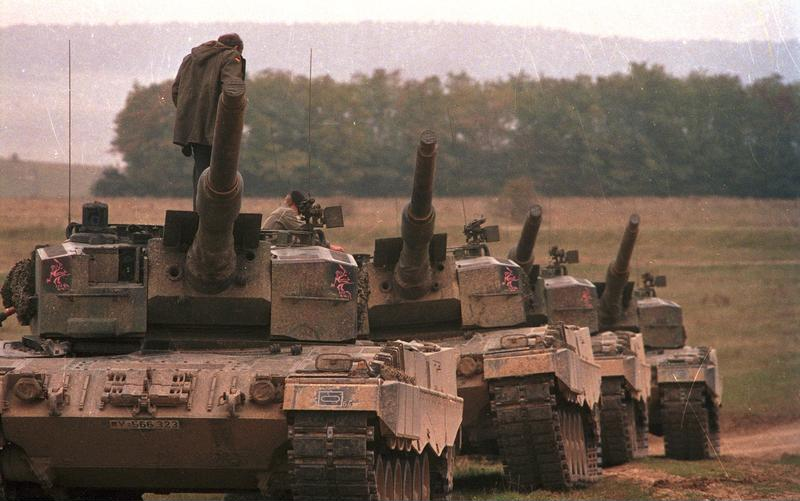
Formation de chars Leopard 2 en 1986. Celui-ci est depuis les années 1980 le char le plus courant en Europe de l'Ouest.

Après avoir été en partie réactivée à cause de la Guerre froide à partir de 1955 et construisant alors des équipements américains sous licence, l’industrie de l'armement en Allemagne de l'Ouest fut de nouveau l’une des plus puissantes d’Europe et construit depuis du matériel d’excellente facture couvrant la majorité de la gamme des armements conventionnels, telle la série des chars Leopard I et Leopard 2 fabriqués par Krauss-Maffei, des corvettes et frégates légères ainsi que des sous-marins d'attaque et dans le domaine aéronautique, en collaboration avec d'autres nations d'Europe, le Noratlas (sous licence), le C-160 Transall, le Panavia Tornado et actuellement l'Eurofighter Typhoon.
L'Allemagne est le premier exportateur occidental de sous-marins.
Dans les années 1980, les commandes à la seule industrie des blindés représentaient, pour le développement et la production, un chiffre d’affaires annuel moyen de près de 2,3 milliards de Deutsche Mark (environ 1,15 milliard d’euros). À partir de 1993, le volume annuel des commandes est passé en dessous de 1 milliard de DM (environ 500 000 000 €).
Après la réunification allemande et la fin de la Guerre froide, elle s'est contractée de manière spectaculaire comme ce fut le cas dans les autres pays d’Europe. Près de 280 000 personnes étaient employées dans l'ensemble du secteur en 1990 ; en 2007, il n’y en a pas plus de 80 000.
Depuis 1990, le nombre d’emplois dans la seule industrie d’armement terrestre allemande a baissé de 250 000 à 90 000 en 2003, celui de l’industrie des blindés de 44 000 à 10 000 personnes et celui de l’industrie des munitions, de 16 000 à 6 000 personnes.
Les chiffres sont à considérer en regard des bataillons mécanisés de la Bundeswehr, qui sont passés sur la même période de 96 à 18.
Krauss-Maffei, MaK, Wegmann et Rheinmetall assurent alors le développement et la fabrication des systèmes lourds, alors que les sociétés Thyssen-Henschel et Kuka Wehrtechnik sont les centres de développement et de fabrication de systèmes légers comprenant les véhicules blindés à roues.
Cette industrie se trouve en 2008 au troisième rang des exportateurs d'armes avec 10 % du marché mondial pour un montant de 8,7 milliards d'euros. La vente de matériels militaires d'occasion a rapporté 1,4 milliard d'euros entre 2000 et 2009.
En 2007, le budget de la défense de l'Allemagne est de 36,9 milliards d'euros (soit au 6e rang mondial d'après la SIPRI) et, en 2006, cinq entreprises de cette nation se classent dans les cent plus grandes du secteur et vendu un total de 6,08 milliards de dollars américains d'armement :
- Rheinmetall (no 31)
- ThyssenKrupp AG (no 34)
- Krauss-Maffei (no 47)
- Diehl BGT Defence (no 58)
- MTU Friedrichshafen (no 70)

En 2013, sur les 5,8 milliards d’euros de contrats d’armement à l’exportation autorisés par le gouvernement allemand, 62 % ont concerné des pays n’appartenant ni à l’OTAN ni à l’Union européenne.

### En Allemagne de l'Est
À la suite de dispositions de la conférence de Potsdam qui déterminent, entre autres, les réparations au titre de dommage de guerre, l'URSS transfère 600 usines d’armement sur son territoire. Deux cents autres restent en Allemagne de l'Est où elles deviennent des sociétés anonymes soviétiques qui participeront à la reconstruction économique de la République démocratique allemande.
À partir des années 1950, la RDA produit également des armements sous licence d'origine soviétique pour la Nationale Volksarmee ainsi que des navires de guerre légers de conception nationale pour la Volksmarine, dans les chantiers navals de Wolgast.